# Praiòls
Praiòls (en francès Prayols) és un municipi francès del departament de l'Arieja i la regió d'Occitània.
En aquest municipi hi ha un monument d'homenatge als guerrillers que lluitaren contra l'aixecament militar de Franco i després durant l'exili, contra la invasió militar de Hitler, a càrrec de l'artista andalús exiliat Manolo Valiente.